# Abdiel Arroyo
Abdiel Arroyo Molinar (* 13. Dezember 1993 in Colón) ist ein panamaischer Fußballspieler.

## Karriere

### Klub
In der Saison 2010/11 stieß er in die erste Mannschaft von CD Árabe Unido vor, wo er dann auch einige Jahre spielen sollte. In seinen letzten beiden Spielzeiten wurde so auch zweimal Meister mit seiner Mannschaft. Ende Januar 2016 folgte dann eine Leihe zu RNK Split nach Kroatien. Nach dem Ende der Saison kehrte er wieder nach Amerika zurück und ging per erneuter Leihe für ein weiteres Halbjahr zu Deportes Tolima nach Kolumbien. Ende Januar 2017 folgte die nächste Leihe, diesmal zum Danubio FC nach Uruguay. Diese Leihe lief sogar bis zum Ende des Jahres. Nach seiner Rückkehr Anfang 2018 folgte ein weiters Mal eine Leihe, diesmal zu LD Alajuelense nach Costa Rica, jedoch wieder nur für ein halbes Jahr. Für die nächste Leihe ging es erstmals wieder nach Europa, diesmal für eine halbe Saison nach Portugal zum CD Santa Clara. Nach seiner Rückkehr im Januar 2019 blieb er noch bis zum Ende der Saison, als sein Vertrag endete.
Im Sommer 2019 schloss er sich den Newcastle United Jets in Neuseeland an, wo er für ein gutes Jahr spielte. Mitte September 2020 wechselte er nach Israel zu Maccabi Petach Tikwa, wo er bis Sommer 2021 spielte, seitdem ist er vereinslos.

### Nationalmannschaft
Für die U20 von Panama kam er zu einem bekannten Einsatz bei der CONCACAF U-20-Meisterschaft 2013. Seinen ersten Einsatz für die A-Nationalmannschaft bestritt er am 7. August 2014, bei einer 0:3-Freundschaftsspielniederlage gegen Peru. Nach einem weiteren Einsatz war er Teil des Kaders bei der Qualifikation für die Olympischen Spiele 2016. Sein erstes Turnier war davor der Gold Cup 2015. Zudem war er im Kader bei der Copa América Centenario 2016, der Copa Centroamericana 2017, des Gold Cup 2017, der Weltmeisterschaft 2018 und des Gold Cup 2019. Bei jedem dieser Turniere kam er zum Einsatz. Sein bislang letzter Einsatz ist vom 16. November 2019 eine Partie der Nations League gegen Mexiko.